# Montardit de Baix
Montardit de Baix, o Ribera de Montardit, o els Hostals de Montardit, és un poble del terme municipal de Sort, a la comarca del Pallars Sobirà. Fins al 1976 formà part del terme d'Enviny. Més antigament havia rebut també el nom de Cassovall o el Mas de Cassovall i, popularment, l'Hostal de la Gana.
Montardit de Baix és molt a prop (4 quilòmetres) al sud-oest del seu actual cap municipal, Sort, a prop de la riba dreta de la Noguera Pallaresa i al costat nord-oest de la carretera N-260/C-13. És a l'esquerra del Barranc de Montardit poc abans que aquest barranc s'aboqui en la Noguera Pallaresa.
A més del Mas Cassovall, també pertanyia als Hostals de Montardit l'Hostal Nou, ara ja desaparegut, situat sota l'església de la Mare de Déu del Soler.

## Etimologia
Montardit és ja un topònim romànic, d'origen medieval. Joan Coromines l'explica a partir de la composició de mont (muntanya) i ardit (coratjós).
La segona part del topònim, de Baix és en referència al Montardit primigeni, l'actual Montardit de Dalt. El de Baix és l'extensió en el pla de la població primitiva, en un primer moment a partir d'uns hostals de camí ral, situada a dalt la muntanya.

## Geografia

### El poble de Montardit de Baix
Montardit de Baix, Ribera de Montardit o els Hostals de Montardit és el poble més nou de tot l'antic terme d'Enviny i, alhora, el més poblat en l'actualitat (2012); és també el tercer del terme municipal de Sort, després de la mateixa vila de Sort i de Llessui. El poble vell, però, tan sols tenia set cases, nascudes a partir del petit nucli format a l'entorn dels hostals de camí ral que hi havia sota mateix de Montardit, l'actual Montardit de Dalt. Està situat al pla, al costat de ponent de la carretera, i als peus del Serrat de Sant Pere. L'església del lloc, Sant Pere de l'Hostal, és un dels pocs edificis enfilats en el vessant meridional del serrat.

#### Cases del poble[3]
| - Casa Andruet - Casa Batistó | - Casa Canal - Casa Cintet | - Casa Flequera - Casa Ferreró | - Casa Jepet de la Borda |

## Història

### Edat moderna
El poble té l'origen en un mas i hostal l'origen en el temps del qual no es pot determinar, però que està documentat al llarg de l'edat moderna: el Mas de Cassovall. Aquest mas, situat a uns 4 quilòmetres de Sort, era l'hostal que permetia als viatgers de pernoctar si arribaven a una hora en què la vila de Sort ja tenia les portes tancades (funció semblant a la dels Hostalets, Hostafrancs i Hospitalets existents en els entorns d'altres poblacions catalanes).
En el fogatge del 1553, Montardit declara, conjuntament el de Dalt i el de Baix 7 focs laics i 1 d'eclesiàstic (uns 40 habitants).

### Edat contemporània
Pascual Madoz dedica un article del seu Diccionario geográfico... a Montardit (englobant el de Baix i el de Dalt). Hi exposa que és una localitat amb ajuntament que està situada a la dreta de la Noguera Pallaresa, en el vessant d'una muntanya elevada, amb exposició al sud; la combaten tots els vents, especialment els del nord i del sud. El clima hi és temperat, i produeix inflamacions i pulmonies. Tenia en aquell moment 12 cases, una font i l'església parroquial de Santa Cecília, que disposava de rector i un beneficiat; en depenia l'església de Llarvén i dos hostals de camí ral amb 6 cases contigües (l'actual Montardit de Baix), a més de la masia de Copons. Les terres són de molt bona qualitat. S'hi collia blat, sègol, oli, fenc i pastures. S'hi criaven mules, ovelles, vaques i cabres. Hi ha caça de conills, llebres i perdius i pesca de truites i barbs. Comptava amb 8 veïns (caps de casa) i 121 ànimes (habitants).

## Demografia[6]
| 1857 | 1888 | 1900 | 1910 | 1920 | 1930 | 1940 | 1950 | 1960 | 1970 | 1981 | 1991 | 2000 | 2002 | 2004 | 2006 | 2008 | 2010 | 2011 |
| ---- | ---- | ---- | ---- | ---- | ---- | ---- | ---- | ---- | ---- | ---- | ---- | ---- | ---- | ---- | ---- | ---- | ---- | ---- |
| 226  | 212  | 144  | 174  | 131  | 119  | 109  | 95   | 65   | 44   | 34   | 51   | 52   | 63   | 76   | 86   | 108  | 108  | 108  |

Les dades demogràfiques no diferencien Montardit de Baix de Montardit de Dalt fins al 2000. A partir d'aquell any sí que s'invidualitzen els dos censos.